# 구봉산 (대전)
구봉산(九峰山)은 대전광역시 서구에 있는 높이 264m의 산이다. 구봉산은 가수원동, 관저동, 괴곡동, 흑석동, 기성동에 둘러싸여 있다.

## 명칭 유래
옛날에 한 선비가 신선들이 내려와 바둑 두는 구경을 하다가 도끼 자루 썩는 줄 몰랐다는 전설이 전해지고 있고 산봉우리가 아홉개로 이루어져 구봉산이라 이름 붙여졌다고 한다.
여지도에는 봉황새를 뜻하는 새 봉(鳳)자를 써서 구봉산(九鳳山)으로 기록되어 있다. 또한 아홉 개 봉우리가 한 줄로 늘어서서 마치 대신들이 허리를 굽히고 계룡산 신도안으로 들어가는 형국의 산세라 하여 ‘군신입조형(君臣入朝形)`의 명산이라고 하기도 한다.

## 구각정 조망

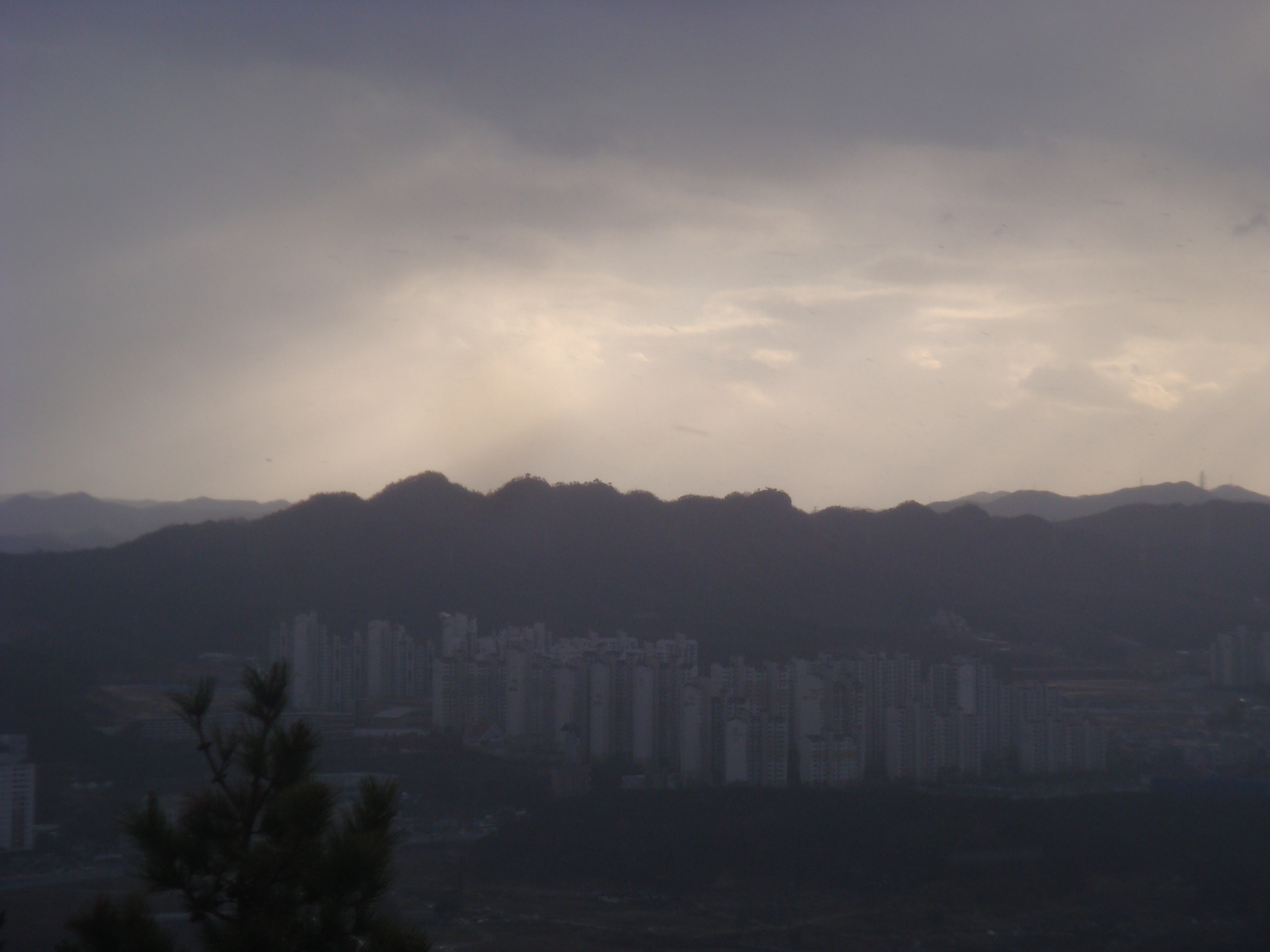
도솔산에서 본 구봉산

맑은 날 구봉산 구각정에 오르면 대도시와 시골의 풍경을 함께 조망할 수 있다. 북쪽으로는 계족산 밑에서부터 시작되어 노은동까지 대전 분지 가로질러 뻗어나간 시가지를 한눈에 조망할 수 있으며, 남쪽으로는 노루벌을 한바퀴 휘감아 나오는 갑천 위로 터널을 통과한 호남선 철도가 뻗어나가는 모습을 볼 수 있다. 또한 대전 분지의 산들을 마주볼 수 있는데, 계룡산의 천황봉과 관음봉 그리고 삼불봉을 볼 수 있으며, 그 앞으로 금수봉과 도덕봉을 볼 수 있다. 빈계산과 산장산 능선이 진잠 서쪽으로 내리뻗은 것을 바라볼 수 있다. 또한 동쪽으로는 보문산의 능선과 그 위로 식장산을 볼 수 있으며, 남쪽으로는 서대산과 대둔산을 볼 수 있다.
구봉산의 남쪽에는 노루벌의 모습이 장관이다. 노루벌은 마치 새끼노루가 어미노루를 좇아서 뛰는 형국이라서 이름이 붙여졌다는 말도 있고 노루의 엉덩이 모양과 비슷하여 이름이 붙여졌다는 말도 있다. 호남선 철교가 지나는 괴곡교 밑으로 여름철에 물놀이로 사람들이 붐비는 성보안 유원지가 조성되어 있는데 구각정에서 조망이 가능하다. 노루벌 끝에서 다리를 건너가면 파평윤씨 서윤공파 고택이 있는데, 구각정에서 바라보면 미루나무에 싸인 옛기와집의 안온한 모습이 인상적이다.
대전시는 시립묘지를 구봉산과 갑천사이의 기슭에 조성하였다.

## 등산로

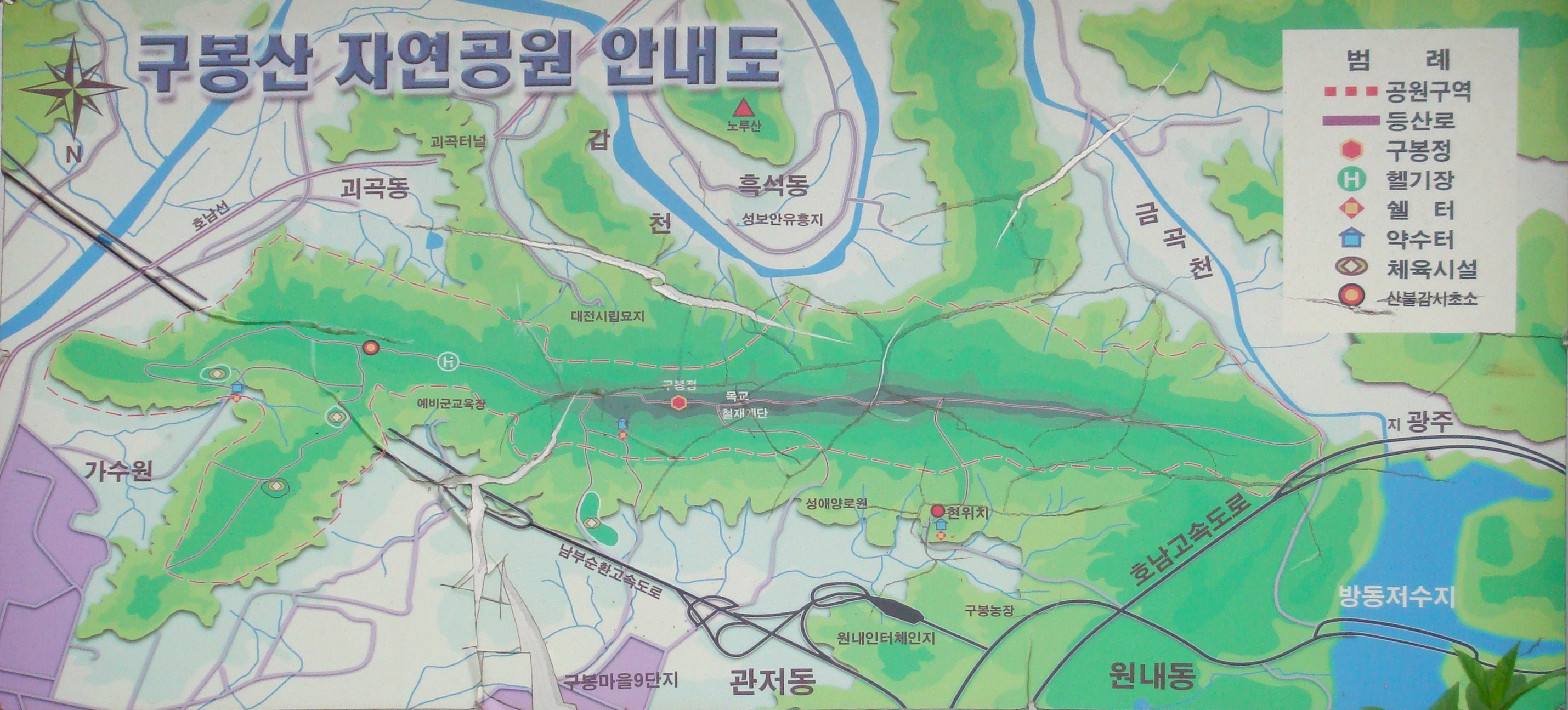
구봉산 자연공원 지도

등산로는 산능선을 따라 동서로 형성되어 있는데 모두 구봉정을 정점으로 13개의 코스가 있다. 동쪽 끝으로는 빼울 약수터로부터 시작하며 서쪽으로는 구봉농장에서 끝난다. 관저지구가 개발되기 전에는 가수원 은아아파트뒤의 빼울 약수터에서 올라서 산능선을 따라 구각정을 지나 구봉농장으로 하산하는 코스가 보편적이었다.
구각정에 오르는 가장 빠른길은 구봉마을 9단지를 지나 성애노인요양원 쪽에서 올라가는 길이며 이전에 로프를 타고 오르던 길에 철제 계단이 놓여 오르기가 쉬워졌다. 구봉마을 9단지에서 고속도로 밑을 통과하기전 동쪽으로 갈리는 길을 따라 걸으면 약수터 쪽으로 능선에 오르게 되는데 봉우리를 3-4개 넘어가면 구각정에 오를 수 있다. 그 길로 봉우리를 서쪽으로 내려와서 성애노인 요양원쪽으로 난 철제계단으로 내려오는 코스도 많이 이용된다. 약수터쪽에서 오르는 길은 구각정까지 한 시간, 성애노인 요양원 쪽에서 구각정까지는 50여분이 소요된다. 빼울약수터에서 구봉농장까지는 3시간여가 소요된다.
관저동에 위치한 대전시 서구 예비군 훈련장의 동쪽으로 난 길도 헬기장을 거쳐 구각정으로 연결된다. 느리울 마을 아파트의 뒷 편으로 산쪽으로 난 길을 걷다가 예비군 훈련장으로 들어가는 고속도로로 밑으로 난 길 이전에 왼쪽으로 돌아가면 고속도로 터널위를 지나 헬기장으로 갈 수 있다.

## 같이 보기
- 한국의 산